# 6578 Zapesotskij
A 6578 Zapesotskij (ideiglenes jelöléssel 1980 TQ14) a Naprendszer kisbolygóövében található aszteroida. Tamara Mikhaylovna Smirnova fedezte fel 1980. október 13-án.